# Норис (језеро)
Норис (енгл. Norris Lake) је вештачко језеро у Сједињеним Америчким Државама. Налази се на територији америчке савезне државе Тенеси. Површина језера износи 137 km².